# ZiS-30
ZiS-30 – działo samobieżne konstrukcji radzieckiej z okresu II wojny światowej.
Z powodu chronicznego braku dział samobieżnych, w 1941 roku zbudowano serię dział samobieżnych ZiS-30. Była to 57 mm armata przeciwpancerna ZiS-2, umieszczona na ciągniku artyleryjskim T-20 Komsomolec. Wyprodukowano niewielkie serie dział, których użyto podczas walk obronnych w sierpniu 1941 roku, oraz nieco później w czasie kontrofensywy pod Moskwą.
W tym okresie budowano także inne rodzaje improwizowanych dział samobieżnych. Wykorzystywano do tego różne podwozia gąsienicowe, np. ciągnik gąsienicowy KChT-4 czy zdobyczne niemieckie czołgi lekkie i średnie.